# Estación Loma Negra
Loma Negra es una estación de ferrocarril cerrada ubicada en Loma Negra, partido de Olavarría, provincia de Buenos Aires, Argentina.

## Historia
La estación era terminal del otrora Ferrocarril Provincial de Buenos Aires para los servicios interurbanos y también de carga hacia y desde La Plata. No opera trenes de carga desde 1968.